# Gemeindezentrum der Evangelischen Studierendengemeinde (Mainz)

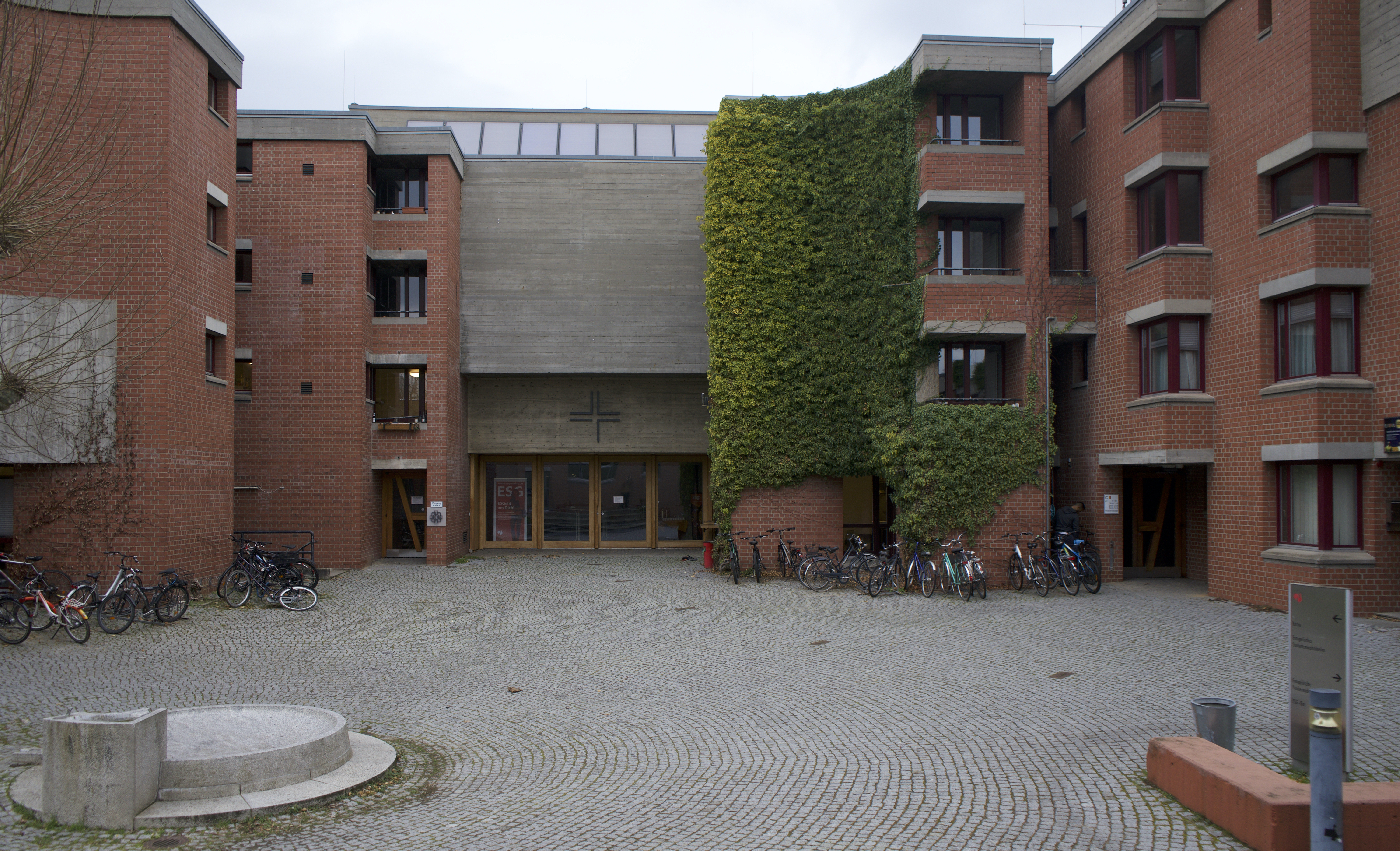
Gemeindezentrum der Evangelischen Studierendengemeinde (Ansicht 2023)

Das Gemeindezentrum der Evangelischen Studierendengemeinde, Mainz liegt im Stadtteil liegt im Stadtteil Hartenberg-Münchfeld gegenüber der Johannes Gutenberg-Universität Mainz an der Saarstraße/L 419.

## Lage und Architektur
Der Bau des Gemeindezentrums wurde von 1967 bis 1969 vom Schweizer Architekten und Designer Ernst Gisel im Auftrag der Evangelischen Kirche in Hessen und Nassau entworfen und zusammen mit Leo Schweitzer und dem Wiesbadener Ingenieur R. Schaeffer realisiert. Der Gebäudekomplex umfasste zur Zeit seiner Fertigstellung 117 Einzelzimmer und 6 Zweizimmerwohnungen für Studentenehepaare, ferner die Kirche der ESG, Gemeindesäle und 4 Wohnungen für den Studentenpfarrer und die Leitung der Wohn- und Funktionsanlage. Die Deutsche Bauzeitschrift berichtete im Juni 1968 über die Kirche mit einer Sitzplatzkapazität von 475 Plätzen. Neben dem Aufgang zur Galerie befindet sich der Orgelturm für eine Orgel mit 30 Registern. Auf der Galerie finden 50 Sänger Platz. Das Kirchengebäude wird von den Wohneinheiten der Studenten flankiert.
Der Eingang in den Kirchenraum erfolgt vom weitläufigen Innenhof des Ensembles her. Unter der Empore gelangt man in den Kirchenraum, dessen sakrale Mächtigkeit durch die Bauhöhe über zwei Stockwerke betont wird. Die Belichtung erfolgt weitgehend über schmale Oberlichter und den verglasten Eingangsbereich, so erscheinen die senkrechten Wände aus weiß angestrichenem Backstein als eigenständige Stilmittel bzw. Bauteile. 
Zur Kirche gehört kein Kirchturm. 
Der Architekt hat einen antihierarchischen Raum mit großer Schlichtheit konzipiert. Der Altar als Mittelpunkt des gottesdienstlichen Geschehens erstreckt sich ebenerdig im Kirchenraum. Die Position des Altars wird durch die Art der Verlegung des Bodenbelags im Halbkreis bestimmt. Die Apsis ist als eine Zone der Kontemplation konzipiert. 
Die Kirche mit dem Gemeindezentrum wurde als Ort des Gottesdienstes, der Begegnung und des Gesprächs für den Universitätscampus und seine Bewohner, für ihren Alltag und Sonntag – nicht weltabgewandt, sondern mitten im Leben – geschaffen. Das Ensemble setzte städtebauliche und architektonische Maßstäbe. 